# Richard Butler
Richard Butler (ur. 13 maja 1942 w Coolah) – australijski dyplomata, polityk i inspektor rozbrojeniowy.

## Wykształcenie
Ukończył University of Sydney i Australian National University. 

## Kariera
Karierę dyplomatyczną rozpoczął w 1965. Był między innymi ambasadorem w Tajlandii i, w latach 1992–1997, przy ONZ. 
1 lipca 1997 zastąpił Rolfa Ekéusa na stanowisku szefa UNSCOM - agendy ds. rozbrojenia Iraku, pełniąc tę funkcję do 30 czerwca 1999; jego następcy na tym stanowisku nie wyznaczono aż do rozwiązania organizacji.
Od 3 października 2003 do 9 sierpnia 2004 był gubernatorem Tasmanii.

## Publikacje
- The Greatest Threat: Iraq, Weapons of Mass Destruction, and the Crisis of Global Security (ISBN 1-58648-039-1).
- Fatal Choice: Nuclear Weapons and the Illusion of Missile Defense (ISBN 0-8133-4097-7)